# أنتوني ستارك
أنتوني ستارك (بالإنجليزية: Anthony Stark)‏ هو مخرج أمريكي، ولد في 12 أغسطس 1961، وتوفي في 19 أكتوبر 2011.

## وصلات خارجية
- أنتوني ستارك على موقع IMDb (الإنجليزية)
- أنتوني ستارك على موقع ألو سيني (الفرنسية)
- أنتوني ستارك على موقع أول موفي (الإنجليزية)
- أنتوني ستارك على موقع قاعدة بيانات الأفلام السويدية (السويدية)
- أنتوني ستارك على موقع قاعدة بيانات الفيلم (الإنجليزية)
- أنتوني ستارك على موقع كينوبويسك (الروسية)